# Агент Джонни Инглиш 3.0
«Аге́нт Джо́нни И́нглиш 3.0» (англ. Johnny English 3, также англ. Johnny English Strikes Again) — британский комедийный фильм, продолжение фильма «Агент Джонни Инглиш: Перезагрузка» (2011). Как и первые две части, фильм является пародией на шпионские боевики, в том числе на последние фильмы о Джеймсе Бонде. Мировая премьера состоялась 13 сентября 2018 года.

## Сюжет
Британская разведка MI7 становится целью массовой кибератаки неизвестного лица, которая раскрывает личности всех действующих полевых агентов. В результате служба вынуждена восстанавливать старых неактивных агентов, чтобы выследить виновников атаки. Среди них — Джонни Инглиш, который официально работает учителем географии, тайно обучая юнцов шпионажу. Инглиш настаивает на том, чтобы ему вернули услуги его старого помощника Бафа, который до сих пор является клерком в MI7.
Инглиш и Баф едут на юг Франции, чтобы начать расследование на месте, откуда произошла кибератака. Они находят яхту «Dot Kom» в бухте неподалеку и пытаются сесть на нее ночью. Там их ловит оперативница Офелия, но им удается сбежать из своей камеры, найти множество серверов и покинуть яхту.
На следующий день они решают преследовать Офелию. Когда она покидает яхту, они следуют за ее машиной по серпантинным дорогам Южной Франции, пока у них не кончается бензин. Офелия, хорошо осведомленная об их стремлении, соглашается на встречу с Джонни. Тем временем премьер-министр Великобритании рассматривает возможность встречи с миллиардером из Силиконовой долины Джейсоном Вольтой для заключения соглашения.
Пока Инглиш встречается с Офелией в баре, Баф обнаруживает улики, свидетельствующие о том, что она может быть шпионом. Джонни, увлеченный Офелией, отказывается слушать Бафа. На самом деле Офелия — русская шпионка, которая получила приказ от своего начальства ликвидировать агента Инглиша. К счастью, она не в состоянии убить Джонни, которому удается избежать смерти после случайного употребления таблетки, которая на время делает его очень активным.
Между тем после очередной серии кибератак премьер-министр и миллиардер Джейсон Вольта подписывают соглашение, которое будет раскрыто во время встречи «Большой дюжины». Инглишу поручено при помощи симуляции виртуальной реальности исследовать особняк Вольты. Но он не в состоянии разблокировать панель, чтобы остаться в комнате и ходит по Лондону, нанося вред многим гражданским лицам.
После проникновения в реальный особняк и записи улик о плане Вольты на мобильный телефон, агента застают врасплох, но ему удается сбежать на автомобиле автошколы. Он отбивается от Вольты, чтобы вернуться к своим. Тем не менее, он случайно берет не тот телефон при выходе из машины и не может убедить Пегаса и премьер-министра в планах Вольты. Премьеру уже надоели выходки Джонни, она увольняет его и решает продолжить встречу G12 в Шотландии. Баф убеждает Инглиша продолжать останавливать Вольту без поддержки MI7. Они заручаются поддержкой жены Ангуса, Лидии, капитана подводной лодки ВМФ, и прибывают на место встречи.
В башне замка Вольта рассказывает Офелии, что он знал ее истинную личность как шпиона с самого начала и отбивает от попытки убить его. Джонни взбирается на башню, используя экзоскелет, и вмешивается до того, как Вольта убьет Офелию, но выбрасывается из-за ремня, застрявшего на окне, Офелия убегает.
Вольта присоединяется к премьер-министру и лидерам других стран G12 для встречи. Джонни снова пытается остановить Вольту, но его план проваливается. Затем Вольта раскрывает свой истинный план вымогательства у лидеров стран G12 контроля над данными своих стран. Джонни решает позвонить Пегасу за помощью, но забывает о предупреждении не использовать телефон возле подводной лодки. В результате лодка запускает ракету, которая наводится на маячок англичанина, оставленный на «Dot Calm», и уничтожает яхту. Инглиш, Баф и Офелия преследуют Вольту, когда он направляется к своему вертолету. После издевок над агентом за неспособность поймать его, Инглиш бросает планшет в голову Вольте, тем самым лишив того сознания, и разбивает телефон Джейсона, остановив весь план хакера. Затем Джонни возвращается в школу, где ученики приветствуют его как героя.

## В ролях
| Актёр           | Роль                            |
| --------------- | ------------------------------- |
| Роуэн Аткинсон  | специальный агент Джонни Инглиш |
| Ольга Куриленко | Офелия Пуляева, русская шпионка |
| Бен Миллер      | «Ангус», Джереми Баф            |
| Эмма Томпсон    | премьер-министр Великобритании  |
| Адам Джеймс     | Пегас, глава MI7                |
| Джейк Лэси      | Джейсон Вольта                  |
| Амит Шах        | Самир                           |
| Майкл Гэмбон    | агент Пять                      |
| Чарльз Дэнс     | агент Семь                      |
| Эдвард Фокс     | агент Девять                    |
| Мэттью Бэрд     | Пи, эксперт по оружию в МI7     |

## Производство
В мае 2017 года было объявлено, что Роуэн Аткинсон вернется, чтобы сыграть роль агента Джонни Инглиша в сиквеле фильма «Агент Джонни Инглиш: Перезагрузка». 3 августа 2017 года «Working Title Films» объявили о начале съемок фильма под руководством Дэвида Керра. Съемки фильма проходили в Уэлем Грине (графство Хартфордшир) и в Глостершире. 26 сентября съемки продолжились на пляже Сент-Айгульф в Варе (Франция). Оператором стал Флориан Хоффмайстер, а художником-постановщиком — Саймон Боулз.

## Релиз
Изначально Universal Pictures назначила премьеру фильма на 12 октября 2018, но позднее её изменили на 20 сентября 2018 года.

## Критика
Фильм получил в основном невысокие оценки. На сайте Rotten Tomatoes у картины 37 % положительных рецензий на основе 105 отзывов со средней оценкой 4,8 из 10. .